# Молдовень (Телеорман)
Молдовень, Молдовені (рум. Moldoveni) — село у повіті Телеорман в Румунії. Входить до складу комуни Іслаз.
Село розташоване на відстані 131 км на південний захід від Бухареста, 52 км на південний захід від Александрії, 95 км на південний схід від Крайови.

## Населення
За даними перепису населення 2002 року у селі проживали 1124 особи. Рідною мовою 1121 особа (99,7%) назвала румунську.
Національний склад населення села:
| Національність | Кількість осіб | Відсоток |
| -------------- | -------------- | -------- |
| румуни         | 1114           | 99,1%    |
| цигани         | 7              | 0,6%     |